# 6119 Hjorth
6119 Hjorth è un asteroide della fascia principale. Scoperto nel 1986, presenta un'orbita caratterizzata da un semiasse maggiore pari a 2,6157602 UA e da un'eccentricità di 0,1191004, inclinata di 11,64944° rispetto all'eclittica.
L'asteroide è dedicato a Jens Hjorth, professore di astrofisica dell'Università di Copenaghen.